# Afghánsko-uzbecký most přátelství
Afghánsko-uzbecký Most přátelství je silniční a železniční most přes řeku Amudarju, spojující město Hairatan v severním Afghánistánu s Termezem v Uzbekistánu.  Byl postaven Sovětským svazem a otevřen v roce 1982, aby zlepšil sovětskou logistiku při Sovětské válce v Afghánistánu.